# Sue Evans
Susan Evans (New York, 7 juli 1951) is een Amerikaanse jazzdrumster en percussioniste.

## Biografie
Evans, wier vader muziekdocent was, had als kind aanvankelijk pianoles, voordat ze op 11-jarige leeftijd begon te drummen. Ze studeerde bij Warren Smith aan de Third Street Drum School en daarna (tot 1969) aan de Highschool of Music and Art. Van 1969 tot 1973 werkte ze in de band van Judy Collins en vervolgens in het kwartet van Steve Kuhn. Ze is vast lid van het New York Pops Orchestra. Ze werkt bovendien met andere symfonieorkesten zoals het New York Philharmonic, Brooklyn Philharmonic en New Jersey Symphony Orchestra.
Verder nam ze op met het Jazz Composer's Orchestra, James Brown, Roswell Rudd, Billy Cobham, Suzanne Vega, Blood, Sweat & Tears, George Benson en Tony Bennett. Vanaf eind jaren 1960 werd ze aangetrokken door Gil Evans (geen familie) en nam ze met hem talrijke albums op als drumster, zoals Svengali (1973), The Gil Evans Orchestra Plays the Music of Jimi Hendrix (1974) en There Comes a Time (1975) en als percussioniste. Verder heeft ze gewerkt met de jazzmuzikanten Art Farmer, Bobby Jones, Sadao Watanabe, Hubert Laws, Randy Brecker, David Sanborn en Terence Blanchard. Ze is ook te horen op opnamen van Morgana King, Suzanne Vega en Philip Glass.

## Onderscheidingen
Evans kreeg in 1984 de National Academy of Recording Arts and Sciences Most Valuable Award voor mallets en pauken. Dezelfde prijs voor latin-percussie en conga's kreeg ze in 1987 en 1989.